# Validità giorni dieci
Validità giorni dieci  è un film del 1940 diretto da Camillo Mastrocinque.

## Produzione
Prodotto da Cariddi Oreste Barbieri per ASTRA Film S.A. e tratto da un romanzo di Rivetta, il film fu girato a Cinecittà, per uscire nelle sale l'8 marzo 1940.

## Trama
Dopo aver trovato per terra un biglietto ferroviario, il giovane Paolo decide di recarsi in treno a Venezia, dove conosce Clara, una bella ragazza, che sta cercando di ritrovare una collana, dietro commissione di una agenzia di assicurazioni, che dovrebbe pagare una grossa cifra al legittimo proprietario. I due giovani dopo non poche e facili ricerche ritrovano la collana e si fidanzano.

## La critica
Giuseppe Isani nelle pagine di Cinema del 25 aprile 1940: «Ecco un soggetto che per quanto macchiato dai luoghi comuni della commedia cinematografica, poteva dar luogo ad un altro film ben riuscito ed allettante. Il fatto che è il soggetto non basta e che soprattutto è sempre una questione di mano, di tocco e di sensibilità. Ma è soprattutto questo tono quello che manca a Validità giorni dieci sicché Tofano che è l'unico che ha compreso, giuoca a vuoto per colpa degli altri interpreti e di chi ha diretto» .